# Карлевич, Яков Иванович
Яков Иванович Карлевич (1795—1878) — генерал-лейтенант, херсонский комендант.

## Биография
Родился 25 июля 1795 года. В военную службу вступил 28 ноября 1812 года прапорщиком в полевую пешую артиллерию и принял участие в завершающих сражениях Отечественной войны 1812 года и последующих в 1813—1814 годах Заграничных походах. В 1813 году за боевые отличия награждён орденом св. Анны 3-й степени.
12 января 1817 года произведён в подпоручики.
В 1828 году Карлевич в чине штабс-капитана состоял в 6-й артиллерийской бригаде и принимал участие в кампании против турок на Дунае. 21 августа 1828 года за отличие был награждён орденом св. Георгия 4-й степени. С 1829 года служил в 8-й артиллерийской бригаде.
В 1831 году произведён в капитаны и назначен 4-й батарейной роты 15-й артиллерийской бригады. В том же году принимал участие в кампании против восставших поляков и за отличие был произведён в полковники и награждён орденом св. Анны 2-й степени, в 1833 году получил польский Знак отличия за военное достоинство (Virtuti Militari) 3-й степени. 13 мая 1832 года был назначен командиром 1-й артиллерийской бригады, которую возглавлял до 1836 года.
28 января 1848 года Карлевич получил чин генерал-майора с назначением командиром Ревельского артиллерийского гарнизона. С 1855 года состоял Херсонским комендантом. В 1858 году награждён орденом св. Анны 1-й степени.
В июле 1863 года Карлевич был уволен в отставку с производством в генерал-лейтенанты. Скончался в Гатчине 3 апреля 1878 года, похоронен на городском кладбище.
Его брат Лев был полковником и кавалером ордена св. Георгия 4-й степени.

## Награды
- Орден Святой Анны 3-й степени (1813 год)
- Орден Святого Георгия 4-й степени (21 августа 1828 года, № 4164 по кавалерскому списку Григоровича — Степанова)
- Орден Святой Анны 2-й степени (1831 год, императорская корона к этому ордену пожалована в 1833 году)
- Орден Святого Владимира 4-й степени (1833 год)
- Польский знак отличия за военное достоинство (Virtuti Militari) 3-й степени (1833 год)
- Орден Святого Владимира 3-й степени (1847 год)
- Орден Святого Станислава 1-й степени (1852 год)
- Орден Святой Анны 1-й степени (1858 год, императорская корона и мечи к этому ордену пожалованы в 1861 году)